# منطقه تاریخی آرورا هایلندز
منطقه تاریخی آرورا هایلندز (به انگلیسی: Aurora Highlands Historic District) یک منطقهٔ مسکونی در ایالات متحده آمریکا است که در ویرجینیا قرار دارد.